# عبدالفتاح صافی
عبدالفتاح صافی (انگلیسی: Abdulfatah Safi؛ زادهٔ ۲۳ مهٔ ۱۹۸۱) بازیکن فوتبال اهل فرانسه است.
از باشگاه‌هایی که در آن بازی کرده‌است می‌توان به باشگاه فوتبال نجران عربستان سعودی، باشگاه فوتبال کداح، و باشگاه ورزشی السالمیه کویت اشاره کرد.